# Gibson

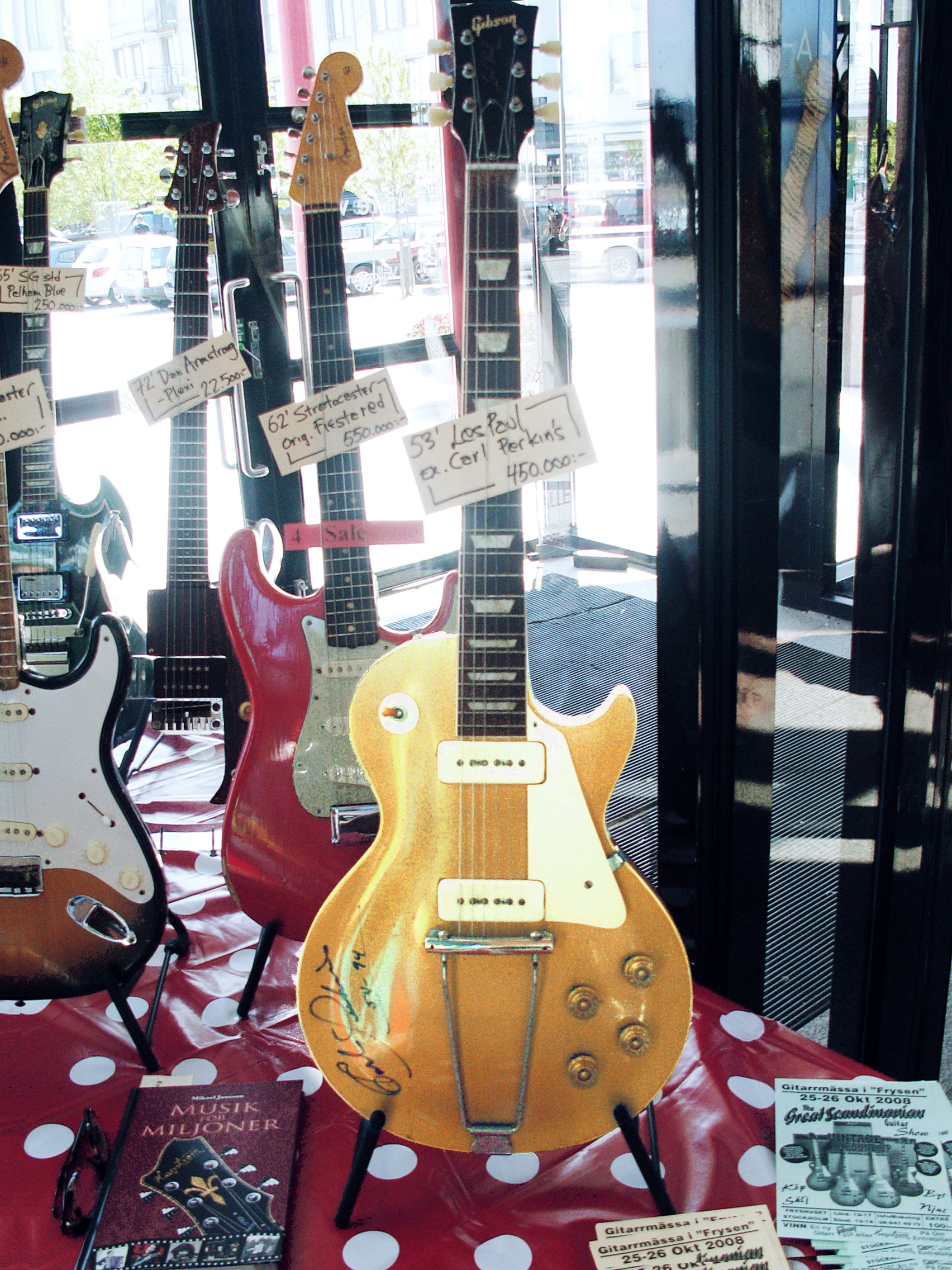
Gibson Les Paul 1953 року у магазині

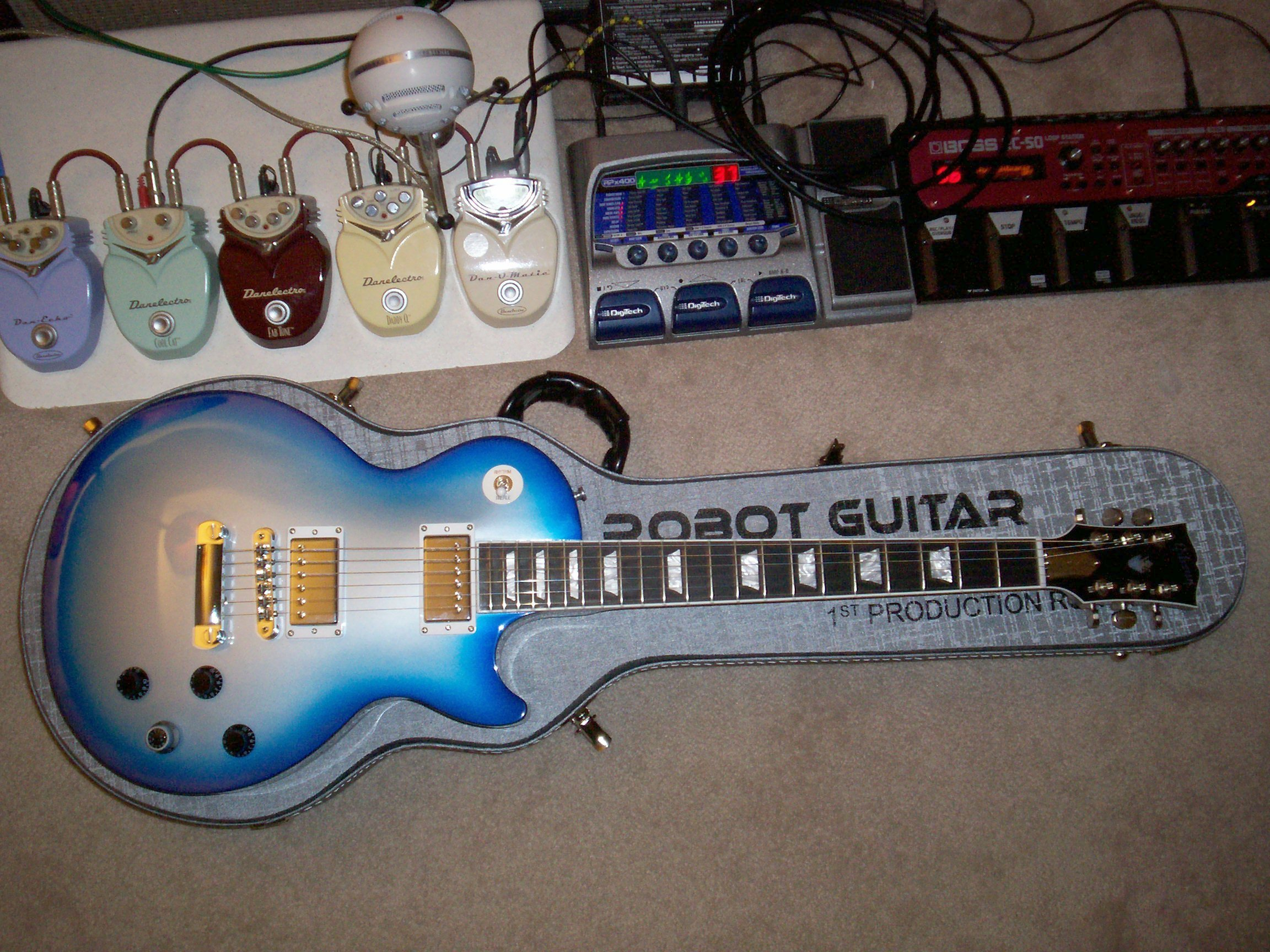
Gibson Les Paul Robot guitar

Gibson, Ґібсон — американський виробник гітар. Штаб-квартира у Альбукерке у Нью-Мексико.
Gibson також виробляє, або володіє такими марками гітар: Epiphone, Kramer, Valley Arts, Tobias, Steinberger і Kalamazoo. Також виробляє піаніно під маркою Baldwin; барабани — під маркою Slingerland. Інші марки Gibson: Aeolian, Chickering, Electar, Garrison (канадський виробник придбаний 2007 року), Gibson Amphitheatre, Hamilton, Maestro, MaGIC, Wurlitzer.
Підприємство створене Орвилом Ґібсоном у кінці 1890-х років у Каламазу, Мічиган. Він почав будувати гітари з головою віолончелей. На початку 1950-х років підприємство почало виробляти електрогітари з найбільш відомими Les Paul. У кінці 1960-х років Gibson був придбаний Norlin corporation після чого почався занепад марки Gibson зі зниженням якості й новацій до 1986 року, коли підприємство було викуплене сьогоднішніми власниками. У 1974—1984 роках виробництво було перенесено у Нашвілл, Теннесі. Підприємство було куплене у 1986 році Генрі Юшкевичем (сьогоднішній виконавчий директор), Давидом Берриманом (її президент) й Ґарі Зебровським. Вони побудували нові підприємства у Мемфісі й Бозмані (Монтана).
Новаційна гібсонівська Робот гітара може настроїти себе сама за 10 секунд.

## Моделі та різновиди гітар

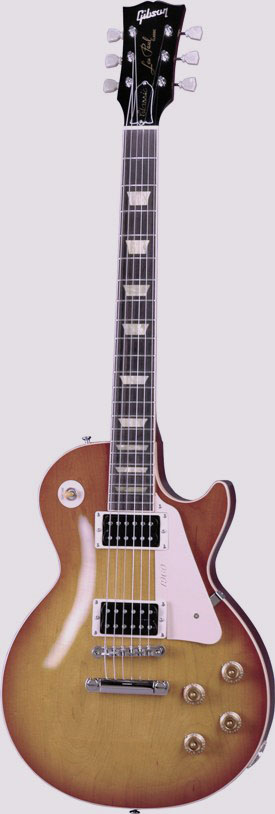
Gibson Les Paul
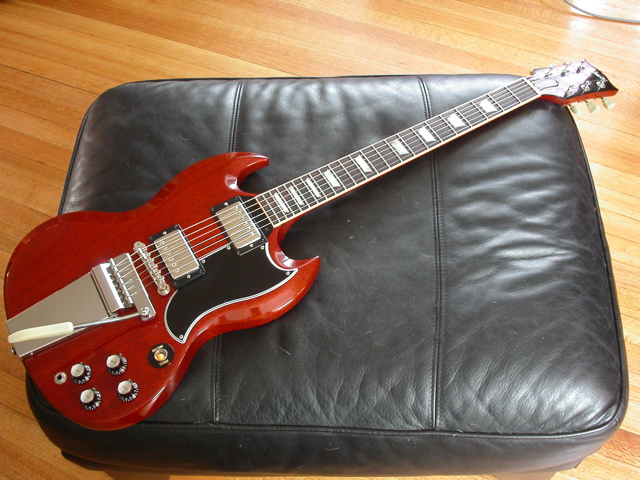
Gibson SG
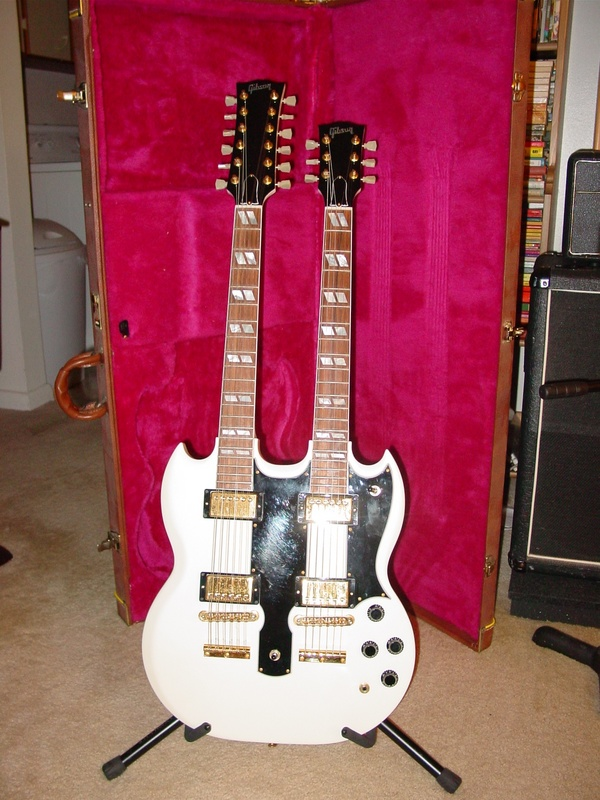
Gibson EDS-1275
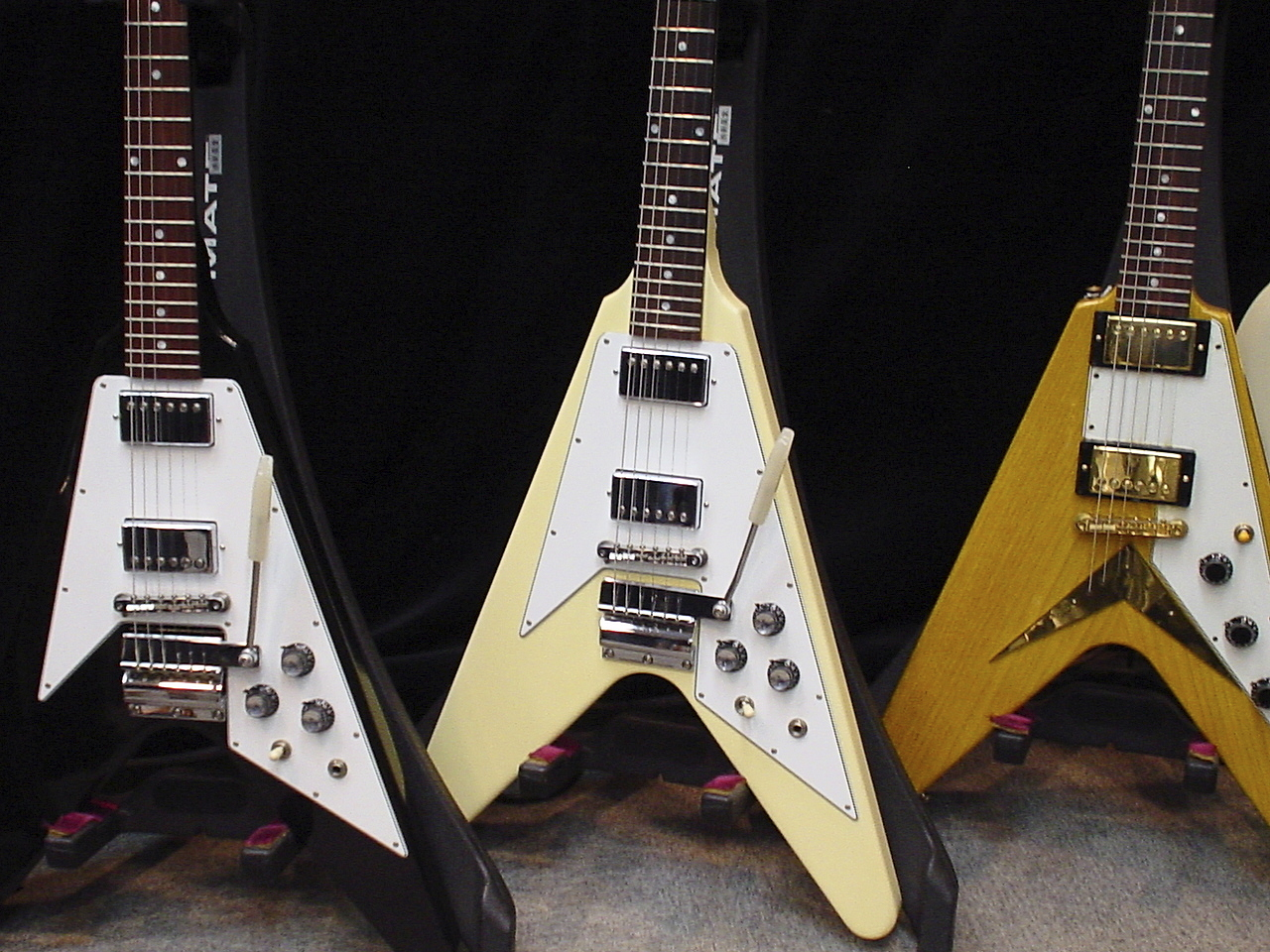
Gibson Flying V
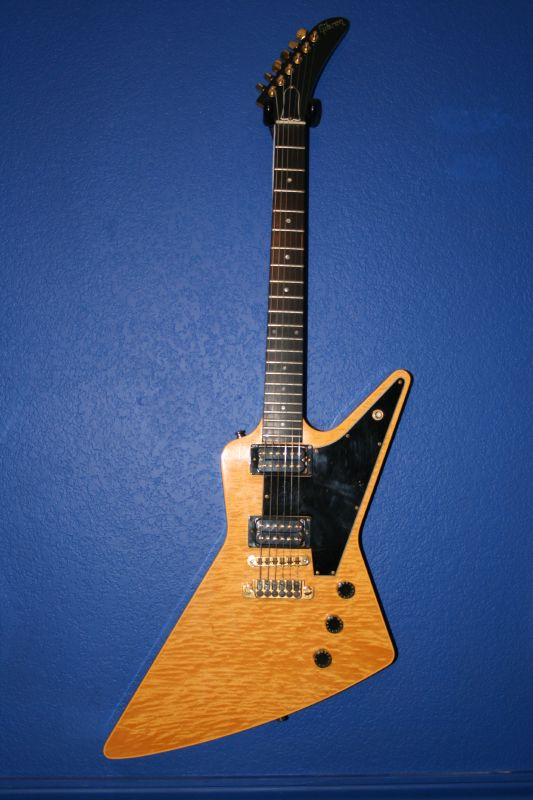
Gibson Explorer
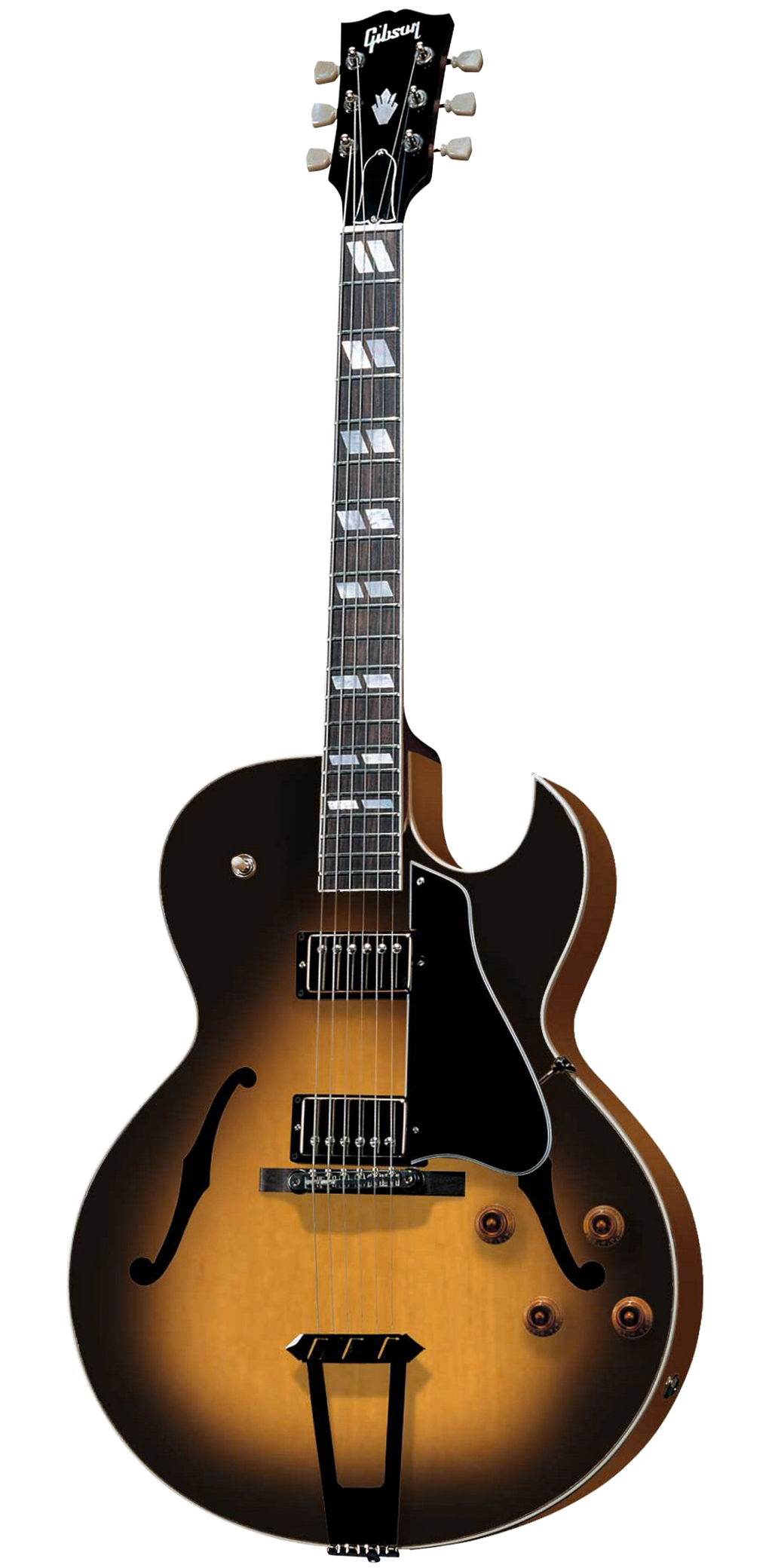
Gibson ES-175
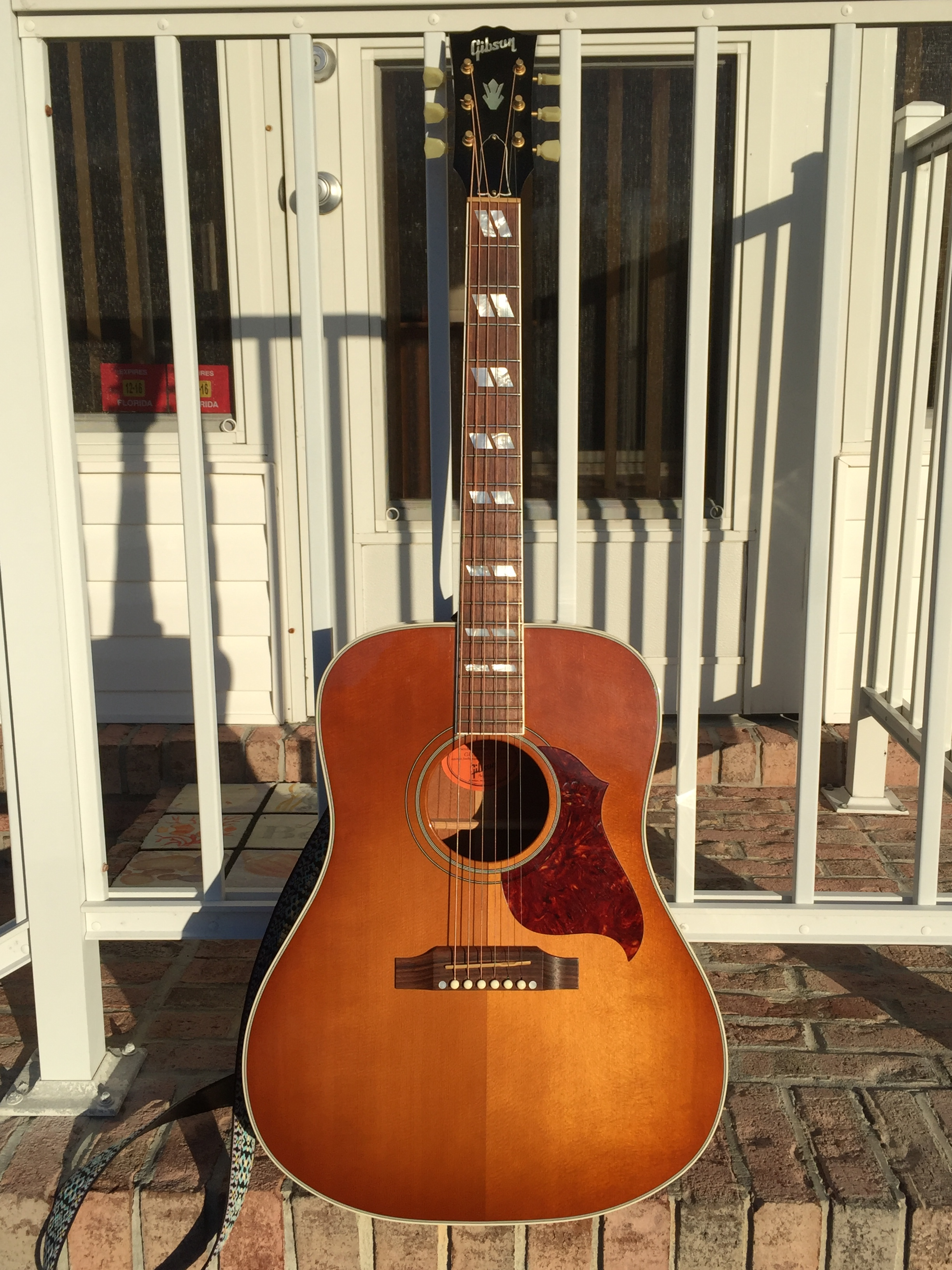
Gibson Hummingbird